# California Dreamin’ Tour
Die California Dreamin’ Tour war eine Tournee der US-amerikanischen Classic-Rock-Band Dirty Honey.

## Überblick
Am 7. Juni 2022 kündigten Dirty Honey mit der California Dreamin’ Tour eine eigene Headlinertournee durch Nordamerika an. Die Tour umfasste 28 Termine, begann am 25. August 2022 in Oshkosh und endete am 9. Oktober 2022 beim Aftershock Festival in Sacramento. Sechs Konzerte der Tour fanden in Kanada statt. Benannt wurde die Tour nach dem Lied California Dreamin’, dem ersten Titel auf ihrem Debütalbum Dirty Honey. Dirty Honey wurde auf der Tournee von den Vorbands Dorothy und Mac Saturn begleitet. Dirty Honeys Gitarrist John Netto bezeichnete die Tournee als Statement, dass Rockmusik „gesund und munter“ wäre und die drei Bands „hinausgehen, um dies zu beweisen“. Sänger Marc LaBelle ergänzte, dass seine Band erstmals durch Kanada touren würde, nachdem Dirty Honey dort bislang nur vereinzelte Konzerte gespielt hat.
Im November 2022 kündigten Dirty Honey die Verlängerung der Tournee um eine Headliner-Tournee durch Europa an. Die Termine wurden am 8. November 2022 bekannt gegeben. Die Tour umfasst 29 Termine in 13 Ländern und begann am 21. Januar 2023 in Norwich und soll am 2. März 2023 in Helsinki enden. Vorgruppe ist die britische Band The Wild Things. Anlässlich der Europatournee nahmen Dirty Honey ihr Lied Heartbreaker mit den Produzenten Al Sutton, Marlon Young und Herschel Boone neu auf. Die nunmehr Heartbreaker 2.0 genannte Single erschien am 6. Januar 2023.

## Konzerte

### Nordamerika 2022
Festivalauftritte sind grün unterlegt.
| Datum         | Stadt        | Veranstaltungsort           | Vorgruppe            |
| ------------- | ------------ | --------------------------- | -------------------- |
| 25. August    | Oshkosh      | Leach Amphitheater          | Mac Saturn           |
| 26. August    | Minneapolis  | Fine Line                   | Mac Saturn           |
| 27. August    | Fargo        | Fargo Brewing Co.           | Mac Saturn           |
| 29. August    | Winnipeg     | The Park Theatre            | Mac Saturn           |
| 31. August    | Saskatoon    | Louis’                      | Mac Saturn           |
| 2. September  | Edmonton     | Starlite Room               | Mac Saturn           |
| 3. September  | Calgary      | Commonwealth                | Mac Saturn           |
| 5. September  | Vancouver    | Rickshaw                    | Mac Saturn           |
| 7. September  | Portland     | Revolution Hall             | Mac Saturn & Dorothy |
| 8. September  | Seattle      | The Neptune                 | Mac Saturn & Dorothy |
| 9. September  | Spokane      | Knitting Factory            | Mac Saturn & Dorothy |
| 11. September | Billings     | The Pub Station             | Mac Saturn & Dorothy |
| 13. September | Lincoln      | Bourbon Theatre             | Mac Saturn & Dorothy |
| 14. September | Des Moines   | Val Air Ballroom            | Mac Saturn & Dorothy |
| 16. September | Cleveland    | House of Blues              | Mac Saturn & Dorothy |
| 17. September | Waterloo     | Del Lago Casino             | Dorothy              |
| 19. September | Montréal     | Club Soda                   | Mac Saturn           |
| 21. September | Harrisburg   | HMAC                        | Mac Saturn & Dorothy |
| 24. September | Detroit      | Pine Knob / WRIF Radio Show |                      |
| 25. September | Louisville   | Louder Than Life            |                      |
| 27. September | Grand Rapids | The Intersection            | Mac Saturn & Dorothy |
| 28. September | Joliet       | The Forge                   | Mac Saturn & Dorothy |
| 30. September | Belvidere    | Apollo Theatre              | Mac Saturn & Dorothy |
| 1. Oktober    | St. Louis    | Red Flag                    | Mac Saturn & Dorothy |
| 2. Oktober    | Fort Smith   | Temple Live                 | Mac Saturn & Dorothy |
| 5. Oktober    | Tucson       | Rialo Theatre               | Mac Saturn & Dorothy |
| 7. Oktober    | Santa Cruz   | The Catalyst                | Mac Saturn & Dorothy |
| 9. Oktober    | Sacramento   | Aftershock Festival         |                      |

### Europa 2023
| Datum       | Stadt         | Veranstaltungsort       |
| ----------- | ------------- | ----------------------- |
| 21. Januar  | Norwich       | Waterfront Studio       |
| 22. Januar  | Milton Keynes | Crauford Arms           |
| 24. Januar  | London        | The Garage              |
| 25. Januar  | Manchester    | Manchester Academy 3    |
| 26. Januar  | Glasgow       | SWG3 Studio Warehouse   |
| 28. Januar  | Nottingham    | The Bodega Social Club  |
| 29. Januar  | Sheffield     | Corporation             |
| 30. Januar  | Cardiff       | Globe                   |
| 31. Januar  | Southampton   | Engine Room             |
| 2. Februar  | Antwerpen     | Trix                    |
| 3. Februar  | Köln          | Helios 37               |
| 4. Februar  | Nijmegen      | Doornroosje             |
| 6. Februar  | Eindhoven     | De Effenaar             |
| 7. Februar  | Paris         | La Maroquinerie         |
| 9. Februar  | Barcelona     | Upload                  |
| 10. Februar | Madrid        | Wurlitzer Ballroom      |
| 12. Februar | Zürich        | Jugendkulturhaus Dynamo |
| 13. Februar | Rubigen       | Mühle Hunziken          |
| 14. Februar | Mailand       | Legend Club             |
| 15. Februar | Rom           | Monk Club               |
| 18. Februar | Augsburg      | Musikkantine            |
| 19. Februar | Wien          | Szene Wien              |
| 22. Februar | Berlin        | Badehaus                |
| 23. Februar | Hamburg       | Headcrash               |
| 25. Februar | Kopenhagen    | Cecil Hotel             |
| 26. Februar | Göteborg      | Pustervik               |
| 27. Februar | Oslo          | John Dee                |
| 28. Februar | Stockholm     | Debaser                 |
| 2. März     | Helsinki      | Tavastia                |

## Setlists
| Dirty Honey (25. August 2022) 1. Gypsy 2. Break You 3. Heartbreak 4. The Wire 5. Scars 6. Tied Up 7. Down the Road 8. California Dreamin’ 9. Another Last Time 10. Bass / Drum Solo / Guitar Solo 11. Let’s Go Crazy 1 12. When I’m Gone 13. Rolling 7s 14. Shoot to Thrill 2 | Dorothy (7. September 2022) 1. Down to the Bottom 2. Hurricane 3. What’s Coming to Me 4. Sweet Dreams (Are Made of This) 3 5. Raise Hell 6. A Beautiful Life 7. Flawless 8. Rest in Peace 9. Whiskey Fever | Mac Saturn (13. September 2022) 1. Diamonds 2. Persian Rugs 3. Ain’t Like You 4. That’s Business 5. Mr. Cadillac 6. Plain Clothes Gentleman |

## Persönlichkeiten
| Dirty Honey - Marc LaBelle – Gesang - John Notto – Gitarre - Justin Smolian – Bass - Corey Coverstone – Schlagzeug | Dorothy - Dorothy Martin – Gesang - Devon Pangle – Gitarre - Eli Wulfmeier – Gitarre, Gesang - Eliot Lorango – Bass, Gesang - Jason Ganberg – Schlagzeug | Mac Saturn - Carason Macc – Gesang - Mike Moody – Gitarre - Nick Barone – Gitarre - Jive Chivalski – Bass - Angelo Coppola – Schlagzeug |